# Grand Prix Argentyny 1958

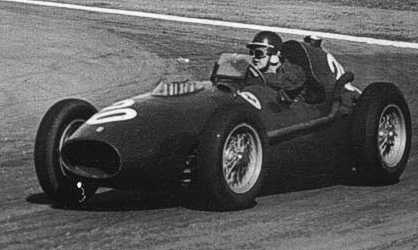
Mike Hawthorn podczas Grand Prix Argentyny 1958

Grand Prix Argentyny 1958 (oryg. Gran Premio de la Republica Argentina) – 1. runda Mistrzostw Świata Formuły 1 w sezonie 1958, która odbyła się 19 stycznia 1958 po raz 6. na torze Autódromo Municipal Ciudad de Buenos Aires.
6. Grand Prix Argentyny, 6. zaliczane do Mistrzostw Świata Formuły 1.

## Wyniki

### Kwalifikacje
Źródło: statsf1.com
| P  | Nr | Kierowca           | Konstruktor(-silnik) | Opony | Czas   | Odstęp | Strata |
| -- | -- | ------------------ | -------------------- | ----- | ------ | ------ | ------ |
| 1  | 2  | Juan Manuel Fangio | Maserati             | P     | 1:42,0 | –      | –      |
| 2  | 20 | Mike Hawthorn      | Ferrari              | E     | 1:42,6 | +0,6   | +0,6   |
| 3  | 18 | Peter Collins      | Ferrari              | E     | 1:42,6 | +0,0   | +0,6   |
| 4  | 4  | Jean Behra         | Maserati             | P     | 1:42,7 | +0,1   | +0,7   |
| 5  | 16 | Luigi Musso        | Ferrari              | E     | 1:42,9 | +0,2   | +0,9   |
| 6  | 6  | Carlos Menditeguy  | Maserati             | P     | 1:43,7 | +0,8   | +1,7   |
| 7  | 14 | Stirling Moss      | Cooper-Climax        | C     | 1:44,0 | +0,3   | +2,0   |
| 8  | 8  | Harry Schell       | Maserati             | P     | 1:44,2 | +0,2   | +2,2   |
| 9  | 10 | Francisco Godia    | Maserati             | P     | 1:49,3 | +5,1   | +7,3   |
| 10 | 12 | Horace Gould       | Maserati             | D     | 1:51,7 | +2,4   | +9,7   |
| P  | Nr | Kierowca           | Konstruktor(-silnik) | Opony | Czas   | Odstęp | Strata |

### Wyścig
Źródła: statsf1.com
| P                                                     | + / – | Nr | Kierowca              | Konstruktor   | Opony | Okr. | Czas / Strata | Komentarz            |
| ----------------------------------------------------- | ----- | -- | --------------------- | ------------- | ----- | ---- | ------------- | -------------------- |
| 1                                                     | 6     | 14 | Stirling Moss         | Cooper-Climax | C     | 80   | 2:19:33,7     |                      |
| 2                                                     | 3     | 16 | Luigi Musso           | Ferrari       | E     | 80   | +2,7          |                      |
| 3                                                     | 1     | 20 | Mike Hawthorn         | Ferrari       | E     | 80   | +12,6         |                      |
| 4                                                     | 3     | 2  | Juan Manuel Fangio    | Maserati      | P     | 80   | +53,0         |                      |
| 5                                                     | 1     | 4  | Jean Behra            | Maserati      | P     | 78   | +2 okr.       |                      |
| 6                                                     | 2     | 8  | Harry Schell          | Maserati      | P     | 77   | +3 okr.       |                      |
| 7                                                     | 1     | 6  | Carlos Menditeguy     | Maserati      | P     | 76   | +4 okr.       |                      |
| 8                                                     | 1     | 10 | Francisco Godia       | Maserati      | P     | 75   | +5 okr.       |                      |
| 9                                                     | 1     | 12 | Horace Gould          | Maserati      | D     | 71   | +9 okr.       |                      |
| Niesklasyfikowani                                     |       |    |                       |               |       |      |               |                      |
|                                                       |       | 18 | Peter Collins         | Ferrari       | E     | 0    | +80 okr.      | tylna oś             |
| Nie wystartowali / niedopuszczeni do ponownego startu |       |    |                       |               |       |      |               |                      |
|                                                       |       | 22 | Wolfgang von Trips    | Ferrari       | E     | 0    |               | samochód niedostępny |
|                                                       |       | 24 | Masten Gregory        | Maserati      | P     | 0    |               | nie przybył          |
|                                                       |       | 26 | Jo Bonnier            | Maserati      | P     | 0    |               | nie przybył          |
|                                                       |       | 28 | Colin Davis           | OSCA          | P     | 0    |               | samochód niedostępny |
|                                                       |       | 30 | José Froilán González | Maserati      | P     | 0    |               | samochód niedostępny |
|                                                       |       | 32 | Roberto Mieres        | Maserati      | P     | 0    |               | samochód niedostępny |
|                                                       |       | 34 | Luigi Piotti          | Maserati      | P     | 0    |               | samochód niedostępny |
| P                                                     | + / – | Nr | Kierowca              | Konstruktor   | Opony | Okr. | Czas / Strata | Komentarz            |

### Najszybsze okrążenie
Źródło: statsf1.com
| Nr | Kierowca           | Konstruktor | Czas   | Okr. |
| -- | ------------------ | ----------- | ------ | ---- |
| 2  | Juan Manuel Fangio | Maserati    | 1:41,8 | 30   |

### Prowadzenie w wyścigu
Źródło: statsf1.com
| Nr                              | Kierowca           | Konstruktor   | Okrążenia | Suma |
| ------------------------------- | ------------------ | ------------- | --------- | ---- |
| 14                              | Stirling Moss      | Cooper-Climax | 35-80     | 46   |
| 2                               | Juan Manuel Fangio | Maserati      | 10-34     | 25   |
| 20                              | Mike Hawthorn      | Ferrari       | 2-9       | 8    |
| 4                               | Jean Behra         | Maserati      | 1         | 1    |
| \| Wykres \| \| ------ \| \| \| |                    |               |           |      |
| Wykres                          |                    |               |           |      |
|                                 |                    |               |           |      |

## Klasyfikacja po wyścigu
Pierwsza piątka otrzymywała punkty według klucza 8-6-4-3-2, 1 punkt przyznawany był dla kierowcy, który wykonał najszybsze okrążenie w wyścigu. Liczone było tylko 6 najlepszych wyścigów danego kierowcy. W nawiasach podano wszystkie zebrane punkty, nie uwzględniając zasady najlepszych wyścigów.
Uwzględniono tylko kierowców, którzy zdobyli jakiekolwiek punkty

### Kierowcy
| P | +/− | Kierowca           | Starty | Punkty | P1 | P2 | P3 | PP | NO | NS |
| - | --- | ------------------ | ------ | ------ | -- | -- | -- | -- | -- | -- |
| 1 | N   | Stirling Moss      | 1      | 8      | 1  | –  | –  | –  | –  | –  |
| 2 | N   | Luigi Musso        | 1      | 6      | –  | 1  | –  | –  | –  | –  |
| 3 | N   | Mike Hawthorn      | 1      | 4      | –  | –  | 1  | –  | –  | –  |
| 4 | N   | Juan Manuel Fangio | 1      | 4      | –  | –  | –  | 1  | 1  | –  |
| 5 | N   | Jean Behra         | 1      | 2      | –  | –  | –  | –  | –  | –  |
| P | +/− | Kierowca           | Starty | Punkty | P1 | P2 | P3 | PP | NO | NS |

### Konstruktorzy
Tylko jeden, najwyżej uplasowany kierowca danego konstruktora, zdobywał dla niego punkty. Również do klasyfikacji zaliczano 6 najlepszych wyników.
| P | +/− | Konstruktor   | Starty | Punkty | P1 | P2 | P3 | PP | NO | NS |
| - | --- | ------------- | ------ | ------ | -- | -- | -- | -- | -- | -- |
| 1 | N   | Cooper-Climax | 1      | 8      | 1  | –  | –  | –  | –  | –  |
| 2 | N   | Ferrari       | 3      | 6      | –  | 1  | 1  | –  | –  | 1  |
| 3 | N   | Maserati      | 6      | 3      | –  | –  | –  | 1  | 1  | –  |
| P | +/− | Kierowca      | Starty | Punkty | P1 | P2 | P3 | PP | NO | NS |